# 潘文 (萬曆進士)
潘文（1560年—？），字质甫，號麓泉，山西都司太原府宁化守御千户所官籍，直隶廬州府合肥縣人，明朝政治人物。同进士出身。

## 生平
萬曆十年（1582年）壬午科山西乡试第二十六名举人，萬曆二十三年（1595年）乙未科會試第二百二十一名，廷試三甲第一百九十一名进士，兵部觀政，二十四年六月授河南通许县知县，萬曆二十七年（1599年）任河南杞縣知縣。歴户部主事、郎中，官陕西汉中府知府，案无尘牍，断狱片言居要，左右不得关其说。月朔与诸生讲程朱业，名士多出其门。矿贼俞士乾聚众，数载为暴，文设策招安，令充牙兵，未一载复横，文以计擒之，汉中獲安堵。天启元年（1621年），升山东按察司副使，备兵武定，二年四月升河南布政使司右参政，三年九月晉本省按察使。歴升太僕寺少卿、大理寺右少卿、太僕寺卿管东路少卿事。

## 家族
曾祖父潘政，宁化千户所千户。祖父潘琮。父潘承賜，寿官。嫡母张氏、郭氏，生母董氏。永感下。兄潘育（效劳官）。弟潘唐（冠带官）。從兄潘高，嘉靖十一年进士。
子潘雲翼（万历四十一年进士）、潘雲從（万历四十年舉人），侄潘雲祥（隆慶五年進士）。